# Carestiella
Carestiella är ett släkte av lavar som beskrevs av Bres.. Carestiella ingår i familjen Stictidaceae, ordningen Ostropales, klassen Lecanoromycetes, divisionen sporsäcksvampar och riket svampar.
Släktet innehåller bara arten Carestiella socia.